# Lusciano
Lusciano es un municipio situado en el territorio de la provincia de Caserta, en la Campania (Italia). Tiene 14.088 habitantes.

## Demografía
| Gráfica de evolución demográfica de Lusciano entre 1861 y 2001 |
|                                                                |
| Fuente ISTAT - elaboración gráfica de Wikipedia                |